# Vertegenwoordiging van de Europese Commissie in België
De Vertegenwoordiging van de Europese Commissie in België maakt deel uit van het netwerk van vertegenwoordigingsbureaus van de Commissie in de lidstaten van de Europese Unie. Zij is gevestigd in Brussel, in het Karel de Grotegebouw. De Commissie heeft Vertegenwoordigingen in de hoofdsteden van alle EU-lidstaten en Regionale Kantoren in Barcelona, Bonn, Marseille, Milaan, München en Wroclaw. Ze werken nauw samen met de liaisonbureaus van het Europees Parlement (EPLO) in de lidstaten.

## Geschiedenis
In 1968 opende de Europese Commissie, in overeenstemming met het beleid van decentralisatie van informatie in de lidstaten, haar „Pers- en voorlichtingsbureau in Brussel”. De Commissie besloot deze in 1989 te hernoemen tot „Vertegenwoordigingen”.

## Functie
De Vertegenwoordiging vormt de schakel tussen de Belgische regering en de hoofdzetel van de Europese Commissie in Brussel. Ze informeert het publiek en de media over het beleid van de Commissie en bevordert een permanente politieke dialoog met de nationale, regionale en lokale autoriteiten, parlementen, sociale partners, belanghebbenden, de academische wereld en het maatschappelijk middenveld. Tegelijkertijd houdt ze het hoofdkwartier van de Europese Commissie op de hoogte van verschillende politieke, sociale en economische ontwikkelingen in België.

### Hoofd van de Vertegenwoordiging
Thomas de Béthune is sinds 1 september 2024 het Hoofd van de Vertegenwoordiging in België.

## Regionale informatie- en adviesdiensten
Het werk van de vertegenwoordigingen wordt aangevuld door een aantal steunpunten verspreid over het hele land. Deze omvatten:

### Europe Direct
In België zijn er 9 Europe Direct-centra. De EUROPE DIRECT centra helpen de Europese Unie dichter bij de mensen op het terrein te brengen en vergemakkelijken hun deelname aan debatten over de toekomst van de EU. De centra beantwoorden vragen over het beleid, de programma's en de prioriteiten van de EU. Het personeel in de centra staat klaar om burgers en belanghebbenden proactief te benaderen, zodat zij zich meer betrokken voelen bij het Europese project..

### Europees Documentatiecentrum
De 5 Europese Documentatiecentra in België bevorderen onderwijs en onderzoek naar vragen over de Europese integratie. Ze bieden een selectie aan van documenten over Europese aangelegenheden en moedigen de academische gemeenschap aan om deel te nemen aan het debat over de toekomst van de EU.

### Enterprise Europe Network
Het Enterprise Europe Network (EEN) helpt bedrijven op internationale schaal te innoveren en te groeien. Het is 's werelds grootste ondersteuningsnetwerk voor kleine en middelgrote ondernemingen (kmo's) met internationale ambities. Het EEN is wereldwijd actief. Het brengt experts uit de lidstaten samen die bekend staan om hun uitmuntendheid in bedrijfsondersteuning. Het Enterprise Europe Network in België heeft 13 contactpunten.